# NKソリン
NKソリン（NK Solin）は、クロアチアのソリンをホームタウンとするサッカークラブである。

## 歴史
1919年にディオクレツィヤン (Dioklecijan) として創設され、1924年にヤドロ (Jadro)、1931年にソリン (Solin) に改称された。第二次世界大戦後、1945年にFDナプリイェド (Fiskulturnog društva Naprijed) の一部として再創設され、1946年にFDツェメント (FD Cement) に改称、1951年にNKソリン (NK Solin) として独立した。
ユーゴスラビア時代には1980-81シーズンにクロアチア社会主義共和国の国内リーグで1位になり、ユーゴスラビア2部のユーゴスラビア・ドルガ・リーガに昇格、2シーズン所属した。
1991年にNK MARソリンに改称した。クロアチア独立後はドルガHNL・南地域に所属し、1992年にNKプリモラツと勝ち点、対戦成績で並んで1位になったが、決定戦は1-1、1-2で敗れた。1994年から1995年までNKソリン、1995年から1997年までNKソリン・カルテンベルグ (NK Solin Kaltenberg)、1997年から1999年までNKソリン、1999年から2004年までNKソリン・グラジャ (NK Solin Građa) の名前で活動した。
クロアチア独立後はドルガHNLに所属し続けていたが、2014年に初めてトレチャHNLに降格した。2016年にトレチャHNLで優勝し、ドルガHNLに昇格した。

## 歴代所属選手
- イヴァン・バノヴィッチ 2005-2006
- スティッペ・プラジバット2008-2011, 2018-